# Jorina Aerents
Jorina Aerents (1 januari 1990) is een voormalig Belgisch zwemster. Jorina is de oudere zus van zwemmer Jasper Aerents.
Aerents nam op 16-jarige leeftijd deel aan het WK 2007. Maar een jaar later in september 2008 besloot ze te stoppen met competitiezwemmen wegens een gebrek aan motivatie.
Sinds 2023 houdt Aerents zich bezig met het fokken van PRE-paarden en fokt zij Australische herdershonden en chihuahua's.

## Belangrijkste resultaten
| Jaar | Olympische Spelen | WK langebaan                                              | WK kortebaan  | EK langebaan                                                              | EK kortebaan |
| ---- | ----------------- | --------------------------------------------------------- | ------------- | ------------------------------------------------------------------------- | --- |
| 2005 |                   | geen deelname                                             |               |                                                                           | 14e 50m rugslag 21e 50m vrije slag 23e 100m vrije slag 27e 200m vrije slag                                       |
| 2006 | geen deelname     |                                                           | geen deelname | 43e 100m vrije slag 28e 50m rugslag 32e 100m rugslag 7e 4x100m vrije slag | 23e 50m vrije slag 17e 100m vrije slag 26e 200m vrije slag 11e 50m rugslag 28e 100m rugslag 11e 4x50m vrije slag |
| 2007 |                   | 38e 100m vrije slag 37e 50m rugslag 14e 4x100m vrije slag |               |                                                                           | geen deelname |

## Persoonlijke records

### Kortebaan
| Afstand         | Tijd  | Datum            | Plaats    |
| --------------- | ----- | ---------------- | --------- |
| 50m rugslag     | 28,33 | 9 december 2006  | Antwerpen |
| 100m vrije slag | 55,15 | 10 februari 2007 | Bonn      |

### Langebaan
| Afstand         | Tijd  | Datum            | Plaats    |
| --------------- | ----- | ---------------- | --------- |
| 50m rugslag     | 29,82 | 10 maart 2006    | Helsinki  |
| 100m vrije slag | 56,46 | 14 februari 2007 | Antwerpen |